# 19 tháng 6
Ngày 19 tháng 6 là ngày thứ 170 (171 trong năm nhuận) trong lịch Gregory. Còn 195 ngày trong năm.

## Sự kiện
- 1097 – Cuộc vây hãm Nicaea: Quân Rûm đầu hàng dâng thành cho liên quân Đông La Mã và quân Thập tự.
- 1644 – Phúc vương Chu Do Tung đăng cơ hoàng đế tại Kim Lăng, lấy niên hiệu là Hoằng Quang, khởi đầu nhà Nam Minh.
- 1846 – Cuộc thi đấu bóng chày sử dụng luật hiện đại đầu tiên ghi nhận được diễn ra tại New Jersey, Hoa Kỳ.
- 1924 – Phạm Hồng Thái ném lựu đạn nhằm ám sát Toàn quyền Đông Dương Martial Merlin tại tô giới Pháp ở Quảng Châu, Trung Quốc, sau đó tự vẫn tại Châu Giang.
- 1944 – Chiến tranh thế giới thứ hai: Trận chiến biển Philippines bắt đầu giữa Hải quân Mỹ và Hải quân Nhật Bản.[1] bắt đầu vào lúc 4:45. Cuộc chiến này còn có tên gọi khác là Cuộc bắn gà ở quần đảo Mariana. Đây cũng là trận hải chiến bằng hàng không mẫu hạm lớn nhất trong lịch sử khi cả hai bên đã sử dụng tổng cộng 24 hàng không mẫu hạm trong trận đánh này (15 của Mỹ và 9 của Nhật)
- 1945 – Mao Trạch Đông được bầu làm Chủ tịch Ủy ban Trung ương của Đảng Cộng sản Trung Quốc, ông liên tục giữ chức vụ này cho đến khi từ trần.
- 1961 – Kuwait hoàn toàn độc lập khi chế độ bảo hộ của Anh Quốc kết thúc, sheikh Abdullah III Al-Salim Al-Sabah trở thành một emir.[2]
- 1988 – Giáo hoàng Gioan Phaolô II phong thánh cho 117 nhân vật tử đạo Việt Nam, hành động này bị chính phủ Việt Nam phản đối.
- 2014 – Felipe VI trở thành Quốc vương Tây Ban Nha.[3]

## Sinh
- 1301 - Hoàng tử Morikuni, tướng quân (Shōgun) Nhật (m. 1333)
- 1507 - Annibale Caro, nhà thơ Ý (m. 1566)
- 1566 - Vua James I của Anh, hay James VI của Scotland (m. 1625)
- 1606 - James Hamilton, Đệ nhất công tước Hamilton, chính khách người Scotland (m. 1649)
- 1623 - Blaise Pascal, nhà toán học và triết học Pháp và là người tạo ra máy tính cơ học đầu tiên trên thế giới (m. 1662)
- 1633 - Philipp van Limborch, nhà thần học Tin lành người Hà Lan (m. 1712)
- 1764 - José Gervasio Artigas, khai quốc công thần của Uruguay (m. 1850)
- 1792 - Gustav Schwab, tác giả người Đức (m. 1850)
- 1834 - Charles Spurgeon, nhà thuyết pháp người Anh (m. 1892)
- 1846 - Antonio Abetti, nhà thiên văn học người Ý (m. 1928)
- 1861
  - Douglas Haig, chiến binh người Anh (m. 1928)
  - José Rizal, anh hùng dân tộc và nhà thơ người Philippines (m. 1896)
- 1865 - Dame May Whitty, nhà làm trò người Anh (m. 1948)
- 1896 - Wallis Simpson, nữ Công tước Windsor (m. 1986)
- 1897
  - Cyril Norman Hinshelwood, nhà hóa học người Anh, người đạt giải Nobel (m. 1967)
  - Moe Howard, diễn viên và diễn viên hài kịch người Mỹ (m. 1975)
- 1898 - James Joseph Sweeney, giám mục Công giáo người Mỹ (m. 1968)
- 1902 - Guy Lombardo, trưởng ban nhạc người Canada (m. 1977)
- 1903
  - Lou Gehrig, cầu thủ bóng chày (m. 1941)
  - Wally Hammond, cầu thủ cricket người Anh (m. 1965)
- 1906 - Ernst Boris Chain, nhà sinh hóa người Đức, đạt giải Nobel Sinh lý học hay Y học (m. 1979)
- 1909 - Dazai Osamu, nhà văn người Nhật Bản (m. 1948)
- 1910 - Paul Flory, nhà hóa học người Mỹ, giải Nobel hóa học (m. 1985)
- 1914 - Alan Cranston, nhà chính trị người Mỹ (m. 2000)
- 1915 - Julius Schwartz, chủ bút và nhà phát hành người Mỹ
- 1922 - Aage Niels Bohr, bác sĩ người Đan Mạch, giải Nobel (m. 2009)
- 1928
  - Nancy Marchand, nữ diễn viên người Mỹ (m. 2000)
  - Barry Took, nhà viết hài kịch và người hát trên đài người Anh (m. 2002)
- 1930 - Gena Rowlands, nữ diễn viên người Mỹ
- 1932 - Pier Angeli, nữ diễn viên người Ý (m. 1972)
- 1933 - Viktor Patsayev, nhà du hành vũ trụ
- 1938
  - Wahoo McDaniel, vận động viên vật và cầu thủ bóng đá người Mỹ (m. 2002)
  - Ian Smith, diễn viên Australia
- 1945
  - Aung San Suu Kyi, nhà chính trị người Miến Điện, nhận giải Nobel Hòa bình
  - Radovan Karadžić, nhà chính trị Serbia-Bosna
- 1947 - Salman Rushdie, tác gia người Ấn Độ
- 1948
  - Phylicia Rashad, nữ diễn viên Mỹ
  - Nick Drake, tay chơi guitar người Anh
- 1951 - Ann Wilson, ca sĩ người Mỹ
- 1954 - Kathleen Turner, nữ diễn viên người Mỹ
- 1957 - Anna Lindh, chính khách Thụy Điển (m. 2003)
- 1960 - Luke Morley, tay chơi guitar và viết nhạc người Anh
- 1962
  - Paula Abdul, ca sĩ người Mỹ
  - Jeremy Bates, vận động viên quần vợt người Anh
- 1963 - Rory Underwood, cầu thủ bóng bầu dục người Anh
- 1964 - Boris Johnson, chính khách và nhà báo người Anh
- 1966 - Joichi Ito, doanh nhân và nhà hoạt động xã hội người Nhật
- 1967
  - Bjørn Dæhlie, vận động viên trượt tuyết người Na Uy
  - Mia Sara, nữ diễn viên Mỹ
- 1968 - Alastair Lynch, cầu thủ bóng đá người Úc
- 1969 - Thanh Lam, danh ca nhạc nhẹ của Việt Nam
- 1970
  - Quincy Watts, vận động viên điền kinh người Mỹ
  - Rahul Gandhi, chính khách người Ấn Độ
  - Brian Welch, tay chơi guitar người Mỹ (KoЯn)
- 1972 - Brian McBride, cầu thủ bóng bầu dục người Mỹ
- 1974 - Joshua John Fanene, nghệ sĩ người Mỹ
- 1976 - Bryan Hughes, cầu thủ bóng đá người Anh
- 1977 - Peter Warrick, cầu thủ bóng bầu dục người Mỹ
- 1978
  - Dirk Nowitzki, cầu thủ bóng rổ người Đức
  - Zoe Saldaña, nữ diễn viên Mỹ
- 1982 - David Pollack, cầu thủ bóng bầu dục người Mỹ
- 1990 - Băng Di, ca sĩ và diễn viên người Việt Nam

## Mất
- 1747 - Alessandro Marcello, nhà soạn nhạc Ý (s. 1669)
- 1762 - Johann Ernst Eberlin, nhà soạn nhạc Đức (s. 1702)
- 1787 - Karl Friedrich Abel, nhà soạn nhạc Đức (s. 1723)
- 1800 - Abraham Gotthelf Kästner, nhà toán học Đức (s. 1719)
- 1924 - Phạm Hồng Thái, là một nhà hoạt động trong Phong trào Đông Du Việt Nam (s. 1896).
- 2000 - Takeshita Noboru, cựu Thủ tướng Nhật Bản (s. 1924)